# Leonardo Rocco
Leonardo "Leo" Rocco (Rosario, 1972) es un estilista argentino de celebridades basado en "SoFi" (South of Fifth) barrio de South Beach (Florida), nombre de la zona exclusiva ubicada en Miami Beach en el condado de Miami-Dade en el estado de Florida (Estados Unidos de América).
Ha desarrollado casi toda su carrera en Miami, donde ha vivido desde 2002. Comenzó su carrera profesional en los años noventa en Argentina.
Es conocido por ser estilista en los concursos de la cadena televisiva Univisión y como consejero de belleza en CNN en Español

## Inicios de su carrera
Rocco comenzó su carrera en Rosario, Provincia de Santa Fe, junto a su padre en la Argentina en los años noventa. Ha desarrollado casi toda su carrera en Miami (Florida), donde ha vivido desde 2002. Rocco abrió su propio salón de belleza llamado Rocco Donna en Ocean Drive, un corredor importante en el barrio de South Beach.
Luego de abrir su propio negocio empezó a ser conocido en el mundo hispano, en la industria de la música, la televisión y la moda, trabajando con artistas como
Belinda,
David Bisbal,
Alejandro Fernández,
Fey,
Luis Fonsi,
Jamie Foxx,
Juanes,
Adamari López,
Lorena Rojas y
Paulina Rubio.
Trabajó en una variedad de programas de radio, conciertos y programas de televisión en Univisión y fue el estilista para todos los concursantes que aparecieron en esa serie de concurso de belleza. También aparece en CNN en Español como consejero de belleza y estilo.

## Carrera profesional

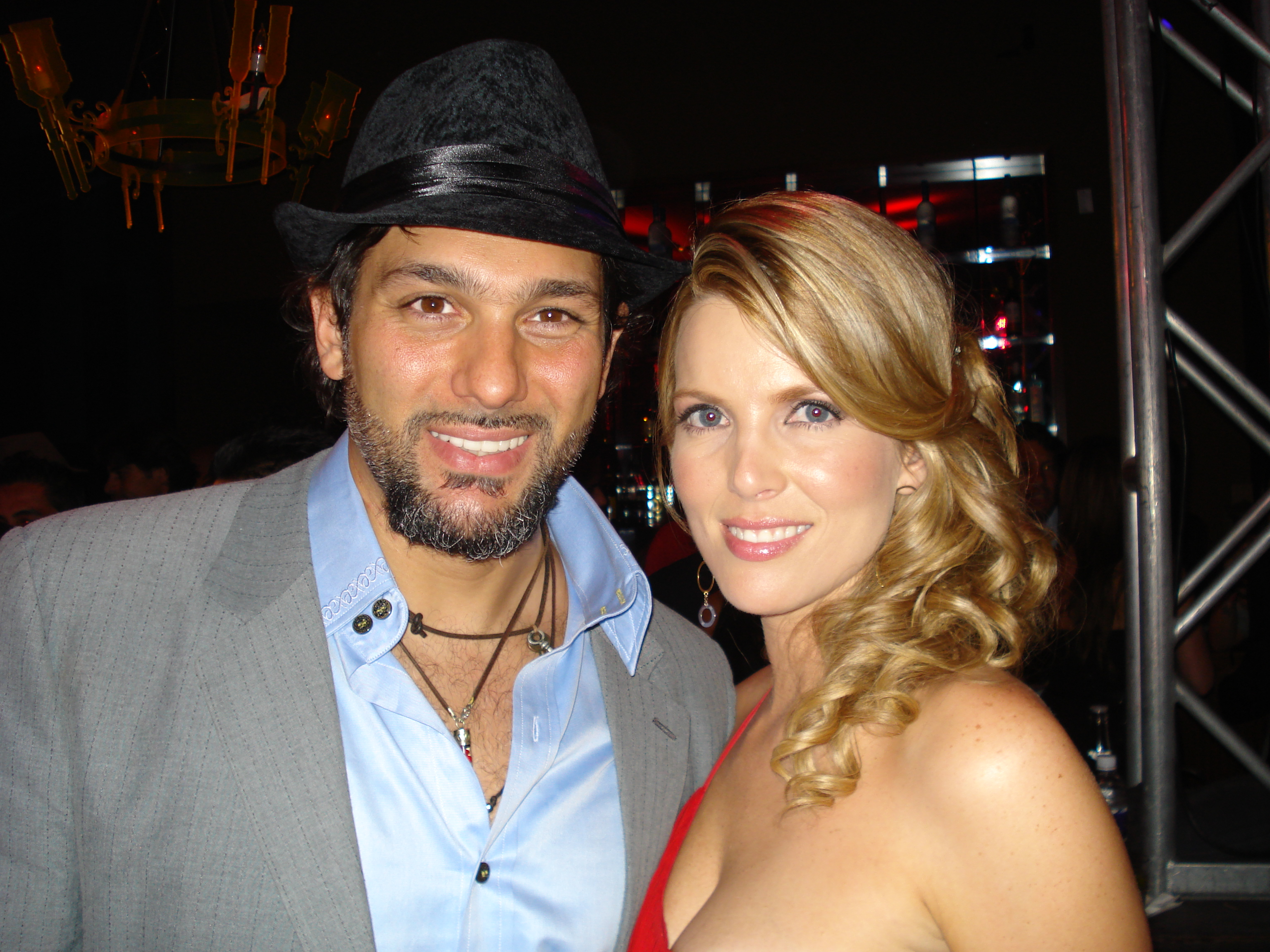
Rocco junto a Maritza Rodríguez.

Algunos de los clientes de Rocco incluyen celebridades como los músicos
Belinda,
David Bisbal,
Emilio Estefan,
Alejandro Fernández,
Luis Fonsi,
Juanes,
Fanny Lu,
Katy Perry,
RBD.
Paulina Rubio,
Marger Sealey y
Gloria Trevi,
las actrices Eva Longoria,
Angélica María,
Ana de la Reguera,
Génesis Rodríguez,
Maritza Rodríguez,
Blanca Soto,
Angélica Vale,
y el actor Gabriel Soto;
las ex Miss Universo
Nastassja Bolívar (Miss Nicaragua 2013 y Miss Universo 2013)
Lupita Jones
Alicia Machado y
Bárbara Palacios y de televisión Susana Giménez y Giselle Blondet, entre muchos otros.
Rocco, está constantemente involucrado en diversas producciones de televisión, Univisión, Telemundo y CNN en Español. En América Latina, ha participado en varias producciones de Discovery Fit & Health, Glitz* y otros.
Asimismo, Rocco y su equipo de Rocco Donna han sido elegidos como expertos en Nuestra Belleza Latina y ¡Mira Quien Baila! (Univisión) que es responsable de la imagen de todos los participantes y miembros del jurado.
Durante más de tres años, Rocco ha sido parte del programa de radio "Tu Desayuno Musical" por Radio Amor 107.5 (Univisión Radio),con consejos de belleza y cuidado del cabello.
Rocco ha participado como colaborador de la revista People en Español y su columna llamada "Glomourosa con Rocco".

## Filmografía por Series para TV
- Grachi (2 episodios).
  - Episode #1.1 (2 de mayo de 2011) - hair & makeup artist
  - Episode #1.2 (3 de mayo de 2011) - hair & makeup artist

- Nuestra Belleza Latina 2009 (10 episodios).
  - The Coaches Eliminate (15 de marzo de 2009) - makeup department head
  - Group Task (22 de marzo de 2009) - makeup department head
  - Revealing the Mole (29 de marzo de 2009) - makeup department head
  - No Make-up Photoshoot (5 de abril de 2009) - makeup department head
  - Hurricane Report (12 de abril de 2009) - makeup department head
  - The Rope Course (19 de abril de 2009) - makeup department head
  - Tarantula Photo Shoot (26 de abril de 2009) - makeup department head
  - Novela Scenes (3 de mayo de 2009) - makeup department head
  - The Final Question (10 de mayo de 2009) - makeup department head
  - The Finale 2009: Italic text (17 de mayo de 2009) - makeup department head

- The Doorman (movie) (2007) as Stylist at Photo Shoot

## Vida personal
Está casado con Marger Sealey, cantautora y actriz venezolana.

## Filantropía
Rocco es un gran defensor de los derechos de igualdad de la comunidad hispana en Estados Unidos y cree en dar a conocer los beneficios de la Fundación Susan G. Komen for the Cure, la organización sin fines de lucro de cáncer de mama más grande en los Estados Unidos.